# Rotax 125 MAX
Rotax 125 MAX ist eine Zweitaktmotor-Serie für Karts mit 125 cm³ Hubraum von Rotax, einer Marke des österreichischen Motorenherstellers BRP-Powertrain GmbH & Co KG.

## Geschichte
Der Rotax MAX wurde 1998 eingeführt. Bis heute wurden nach Angaben von Rotax rund 70.000 Exemplare der MAX-Motorenfamilie verkauft, diese besteht aus verschiedenen Modellen, die sich in ihrer Leistung unterscheiden. Kennzeichnend für diese Motorenreihe ist, dass sie nach dem „Engine-for-Life“-Konzept entwickelt wurde, dadurch kann ein Motor einfach auf die nächste Leistungsstufe aufgerüstet werden.

## Motoren-Modelle
Die verschiedenen Modelle umfassen:
125 Micro MAX:
- 5 kW/6,8 PS bei 6.500/min
- Für Kinder zwischen 8 und 10 Jahren empfohlen

125 Mini MAX:
- 10 kW/13,6 PS bei 8.500/min
- für Kinder zwischen 10 und 13 Jahren empfohlen

125 Junior MAX:
- 15 kW/20,4 PS bei 8.500/min
- für Junioren von 13 bis 16 Jahren

125 MAX:
- 21 kW/28 PS bei 11.500/min
- für Fahrer ab 15 Jahren empfohlen

Basierend auf dem Evolutionskonzept Engine-for-Life, kann vom Einsteigermodell 125 Micro MAX bis zum 125 MAX ein schrittweises Upgrade eines Modells auf ein leistungsstärkeres erfolgen, indem nur wenige Komponenten ausgetauscht werden.
125 MAX DD2:
- 24 kW/32,6 PS bei 11,750/min
- für Fahrer ab 15 Jahren empfohlen